# Васьковский, Владимир Олегович
Влади́мир Оле́гович Васько́вский  (род. 1 июня 1949, с. Урусово, Ртищевский район, Саратовская область) — советский и российский физик, доктор физико-математических наук, профессор, заведующий кафедрой магнетизма и магнитных наноматериалов, главный научный сотрудник НИИ физики и прикладной математики Уральского государственного университета.

## Биография
Родился 1 июня 1949 года в селе Урусове Ртищевского района Саратовской области. Сын историка О. А. Васьковского (1922—1995).
В 1971 году окончил физико-математический факультет Уральского государственного университета. Старший инженер, младший, старший научный сотрудник Проблемной лаборатории постоянных магнитов (1971—1980). В 1977 году защитил кандидатскую диссертацию по теме «Доменная структура кристаллов ортоферритов».
В 1980 году прошёл научную стажировку в ГДР.
В 1981—2003 — преподаватель кафедры физики магнитных явлений, с 1985 года — доцент.
В 2002 году защитил докторскую диссертацию по теме «Магнитные и магниторезистивные свойства плёнок на основе 3d-металлов и гадолиния со структурной и композиционной неоднородностями». С 2003 года — профессор, заведующий кафедрой магнетизма Уральского государственного университета, главный научный сотрудник НИИ физики и прикладной математики Уральского университета.
Редактор электронного журнала Diagnostics, Resource and Mechanics of materials and structures.
С 2018 года в составе экспертного совета ВАК при Министерстве науки и высшего образования.
Подготовил 7 кандидатов наук, двое из которых стали докторами физико-математических наук.

## Научная и преподавательская деятельность
Область научных интересов — магнетизм и функциональные свойства гетерогенных пленочных структур.
Руководит научно-техническими работами по созданию и внедрению в производство пленочных магнитных материалов и датчиков на их основе.
Разработал спецкурсы «Физика процессов намагничивания и перемагничивания», «Динамические свойства магнетиков», «Физика низкоразмерных магнитных систем», «Физические основы измерений». Автор учебного и десяти методических пособий.

## Публикации
- В. О. Васьковский и др. Физика, технологии и техника магнитных материалов / под ред. В. О. Васьковского. — учебное пособие. — Екатеринбург: Изд-во Уральского ун-та, 2010. — 246 с. — ISBN 978-5-7996-0514-8.
- Н. В. Баранов и др. Магнетизм наносистем на основе редкоземельных и 3d-переходных материалов / под ред. В. О. Васьковского. — Приоритетный национальный проект "Образование". — Екатеринбург: Изд-во Уральского ун-та, 2008. — 277 с. — ISBN 978-5-7996-0361-8.
- Учебно-методический комплекс дисциплины «Физика низкоразмерных магнитных систем»
- Г. С. Патрин, В. О. Васьковский, Д. А. Великанов, А. В. Свалов. Влияние магнитного поля на межслоевое взаимодействие в пленках (Co/Si/Gd/Si)n // Письма в ЖЭТФ. — 2002. — Т. 75, № 3. — С. 188–165.

### Перечни публикаций
- Перечень публикаций в РИНЦ,
- Перечень публикаций  на портале ЦНБ УРО РАН — Научное наследие Урала,
- Перечень публикаций в СМИ.

## Награды и премии
- Благодарственное письмо полномочного представителя Президента Российской Федерации в Уральском федеральном округе[8]
- Премия Уральского университета (1977) — за циклы работ «Исследование доменной структуры высокоанизотропных ферромагнетиков»
- Премия Уральского университета (2003) — за «Магнетизм и структурно-чувствительные свойства многослойных пленок на основе 3-d- металлов и гадолиния»
- Почетный работник высшего профессионального образования Российской Федерации (2010).
- Премия имени В. Н. Татищева и Г. В. де Геннина (2011)[9]
- Лучший профессор УрФУ 2011 года
- Заслуженный работник высшей школы Российской Федерации (27 июня 2023) — за заслуги в научно-педагогической деятельности, подготовке квалифицированных специалистов и многолетнюю добросовестную работу[10].